# Günther Dreyer
Günther Dreyer (Cappeln, 5 ottobre 1943 – Valencia, 12 marzo 2019) è stato un egittologo tedesco.
Faceva parte dell'Istituto archeologico tedesco. Durante una sua spedizione nel sud dell'Egitto, Dreyer scoprì iscrizioni, che con il metodo di datazione al carbonio 14, erano da attribuirsi a un periodo tra il 3300 a.C. e il 3200 a.C., prima del periodo dinastico dell'Egitto, ovvero prima dell'unificazione dei due regni dell'alto e del basso Egitto. Dreyer trovò delle iscrizioni su delle piccole placche di avorio che cominciarono a incrinare la classica teoria che attribuiva ai Sumeri e all'area della Mesopotamia (attuale Iraq) il primato della scrittura, intorno al 3000 a.C.